# Дом аптекаря Фроммета
Дом аптекаря Николая Фроммета — псевдозамок, бывший доходный дом на бульваре Тараса Шевченко, 36 в Киеве.
По определению исследователей, дом — один из самых ярких образцов жилой застройки эпохи ранней эклектики. Романско-готические мотивы придают типичному жилому дому вид средневекового замка-дворца. Памятник архитектуры, охранный номер № 111.

## Архитектура

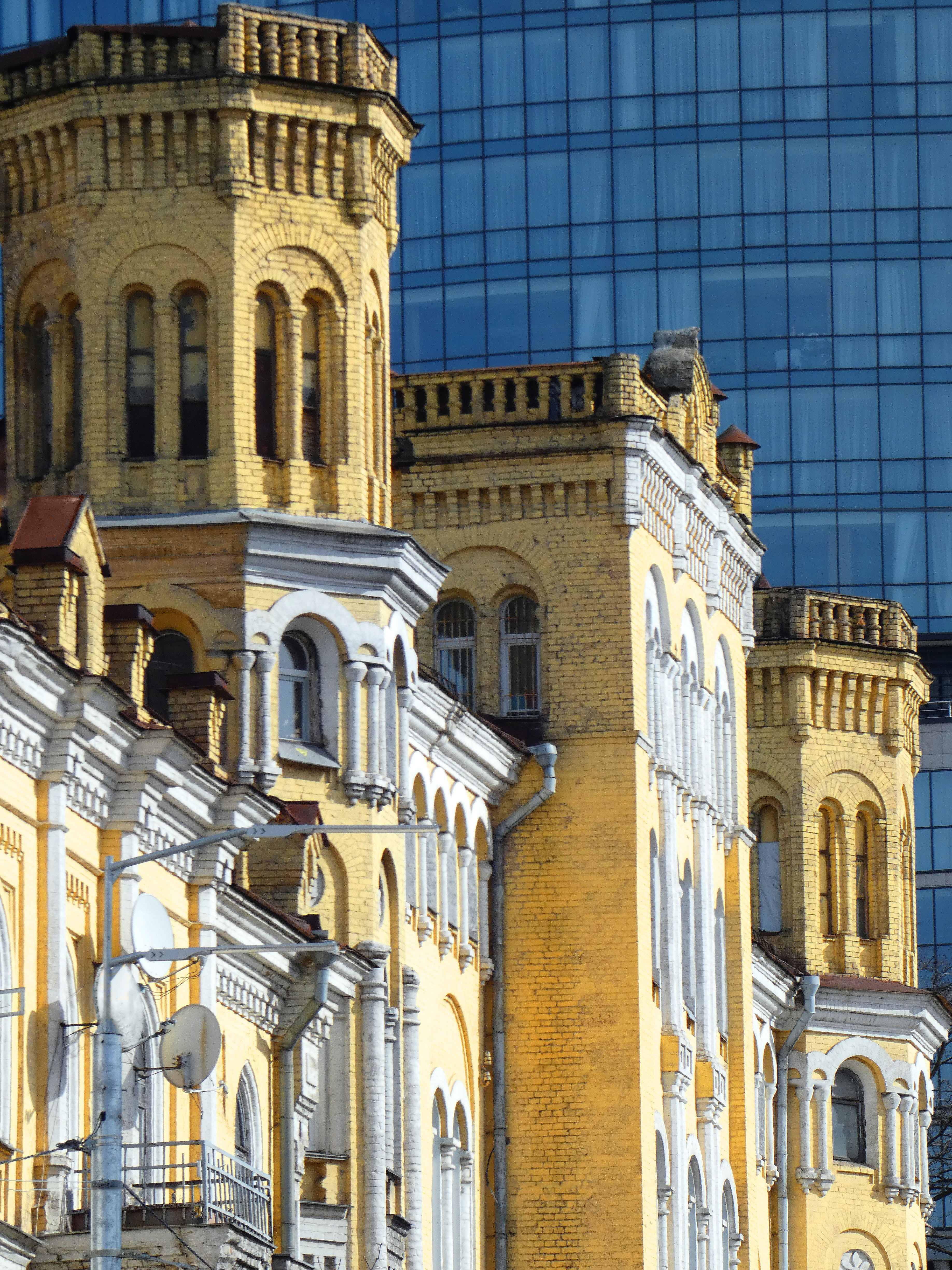
«Замок аптекаря Фроммета»

После завершения строительства Новой киевской крепости желтый киевский кирпич начали использовать для гражданских зданий. В 1870-х годах появились дома без штукатурки с чистым кирпичным фасадом, первым из которых стал отель «Националь» на Бессарабке, построенный архитектором Владимиром Николаевым в 1870 году (не сохранился). Черты крепости просматриваются и в доходном доме аптекаря Фроммета. Чрезвычайно простая планировка сочетается с невероятно выразительным видом башен « английского готики».
Четырехэтажный кирпичный дом имеет подвал, вальмовую крышу на деревянных стропилах, жестяную кровлю. Центральная ось — пятиэтажный ризалит с лестничной клеткой. Оригинальность композиции придают алькежи, завершенные восьмигранными башнями. Перекрытие подвального этажа сводчатое, верхних — плоское. Здание, возведенное с применением мотивов романо-готической архитектуры, имеет вид средневекового замка-дворца.

## История

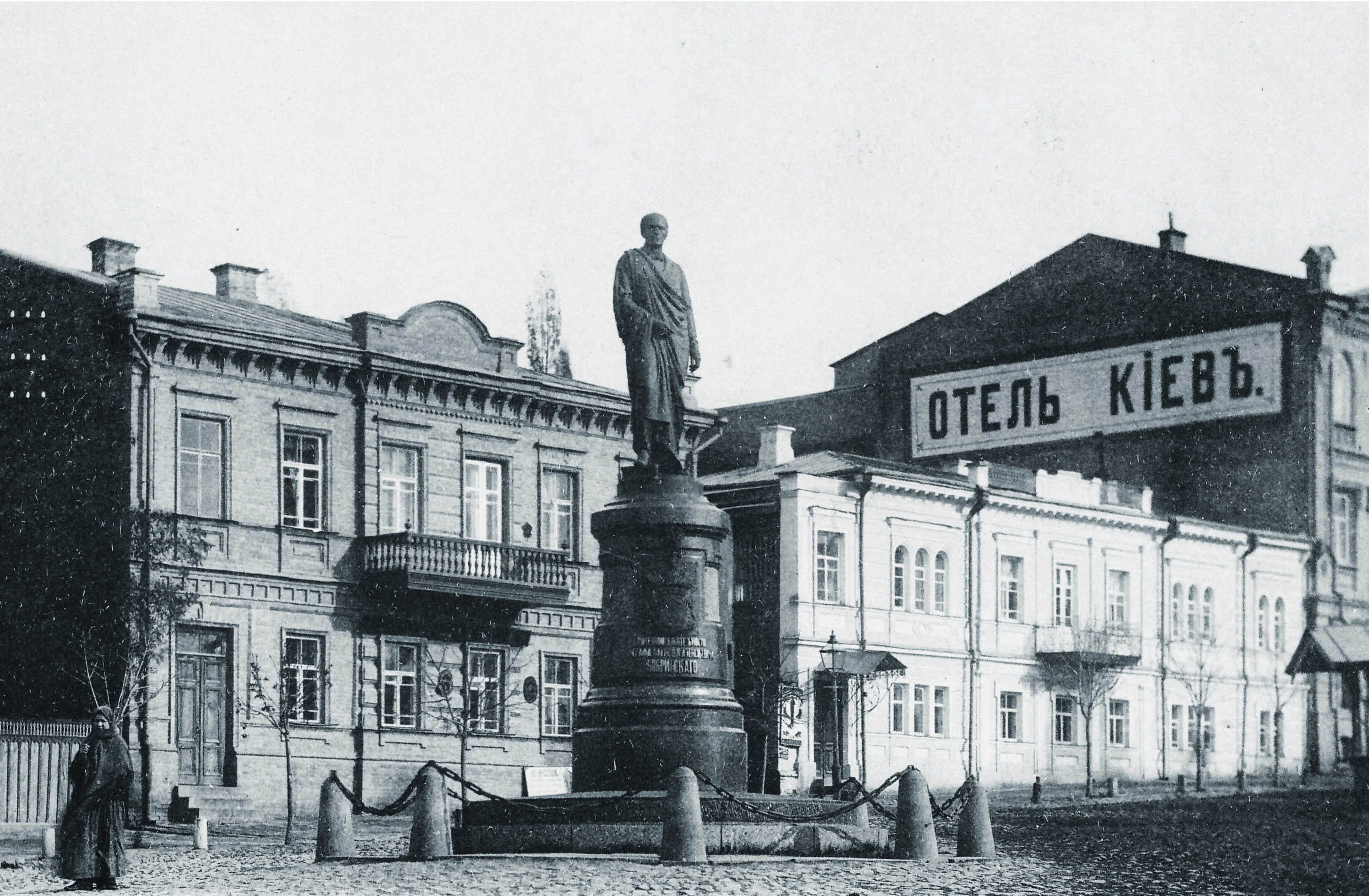
Отель «Киев» (справа) в 1900 году

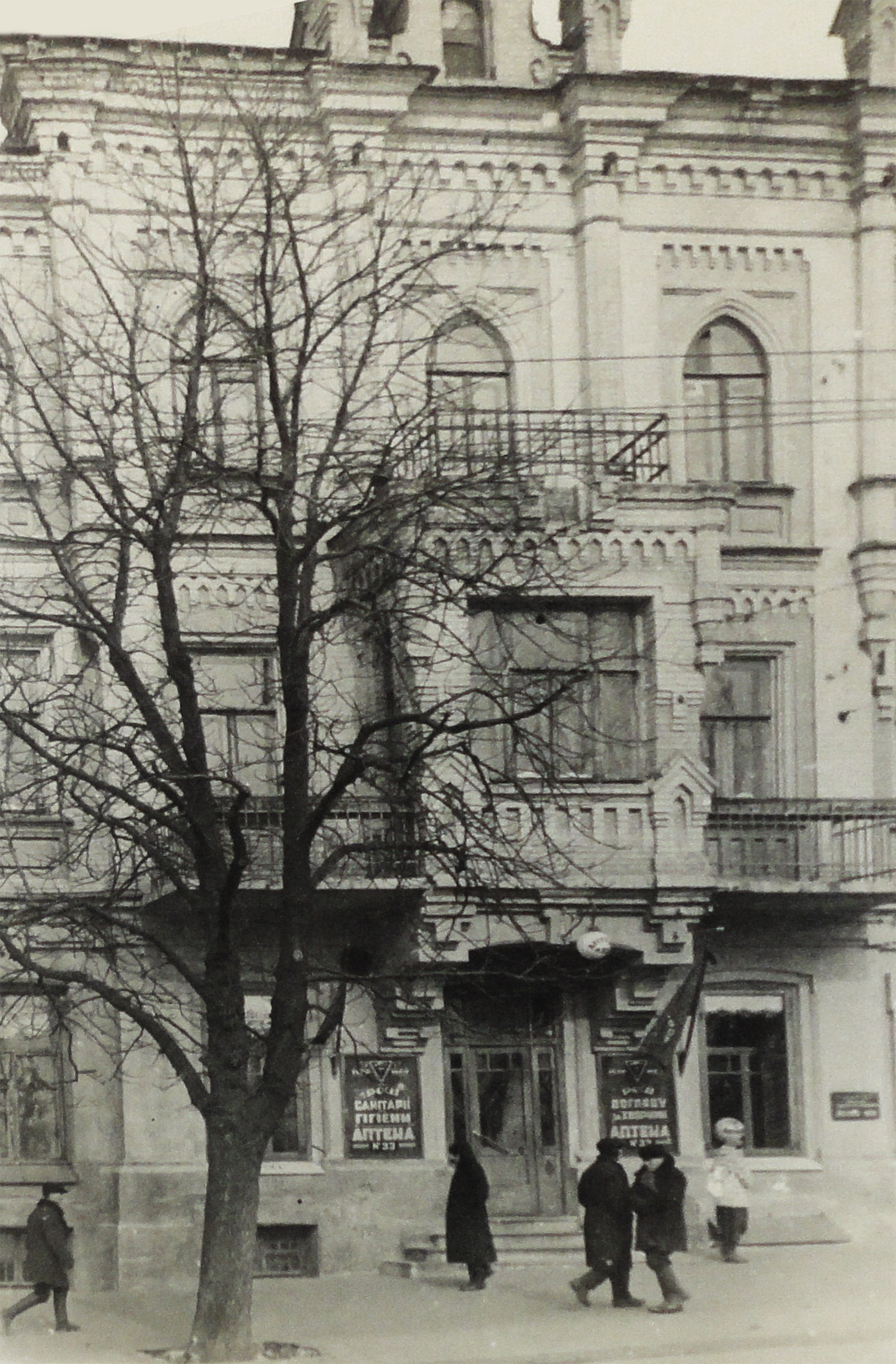
Аптека у дома № 36-а (1939)

1871 года аптекарь из Прилук Николай Фроммет купил участок на углу теперешних бульвара Тараса Шевченко и улицы Коцюбинского. По его заказу архитектор Владимир Николаев разработал проект четырехэтажной каменицы. Непосредственно строительными работами руководил архитектор Павел Спарро, подготовивший также проект флигеля по Тимофеевской улице (улице Коцюбинского).
Строительство продолжалось на протяжении 1873—1882 годов. В ночь на 12 сентября 1881 года обрушились фасад здания и его западные боковые стены. Обвал разрушил стену соседнего деревянного дома. Восстановительные работы начали только в сентябре 1882 года. Угловой дом и флигель завершили в течение двух лет. К ним провели воду и газ. На первом этаже Фроммет разместил аптеку. В доме обустроили также пять жилых и три служебных комнаты. С 1884 года аптеку арендовал провизор Николай Неметти.
В августе 1883 года городская дума арендовала дом Фроммета под военные казармы, в которых разместились батальонный штаб, четыре ротных двора и 400 солдат.
В феврале 1882 года Николая Фроммета разбил паралич, врачи обнаружили у него признаки расстройства психики и слабоумия. Дела Фроммета перешли к его сыну Роберту, который, однако, вынужден был продать имущество отца за долги. 29 ноября 1886 года по итогам публичных торгов дом приобрел Карл Раузер. Новый владелец сразу сдал квартиры в аренду, чтобы получать доход от дома.
30 мая 1889 года в доме открылся отель «Киев».
После установления в Киеве советской власти в бывшем доме Фроммета размещалась Центральная аптека Юго-Западной железной дороги, впоследствии железнодорожная аптека № 1.
По состоянию на начало ХXI века в доме расположены жилые, офисные и торговые помещения на первом этаже.

## Усадьба
В усадьбе аптекаря Николая Фроммета располагались:
- главный дом, 1873, построен по проекту архитектора Владимира Николаева (бульвар Тараса Шевченко, 36);
- жилой дом, 1882 (№ 36 — а);
- флигель, 1882, граница ХІХ — ХХ в., построенный по проекту архитектора Павла Спарро (№ 36-б);
- отель, 1882, построен по проекту архитектора П. Воронцова (улица Михаила Коцюбинского, 14)[7].

В усадьбе проживали:
- Довнар-Запольский Митрофан, историк.
- Оболонский Николай Александрович, врач, ученый, выпускник Харьковского университета (1881), декан медицинского факультета Университета святого Владимира (1902—1913), товарищ председателя Киевского психиатрического общества, председатель Киевского общества любителей природы.
- Флоринский Тимофей Дмитриевич, славист, языковед[8].

## Галерея

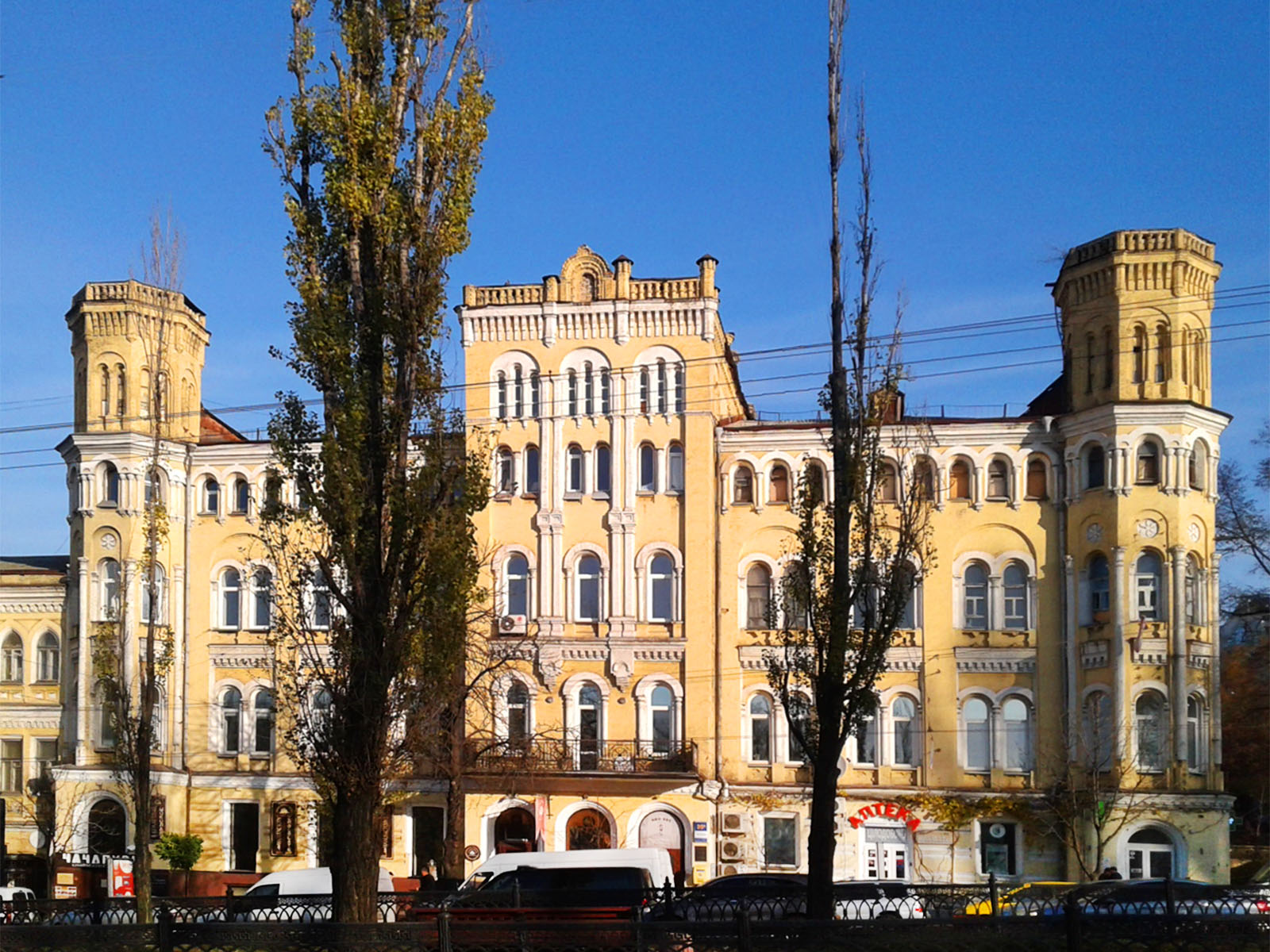
Бульвар Тараса Шевченко, 36
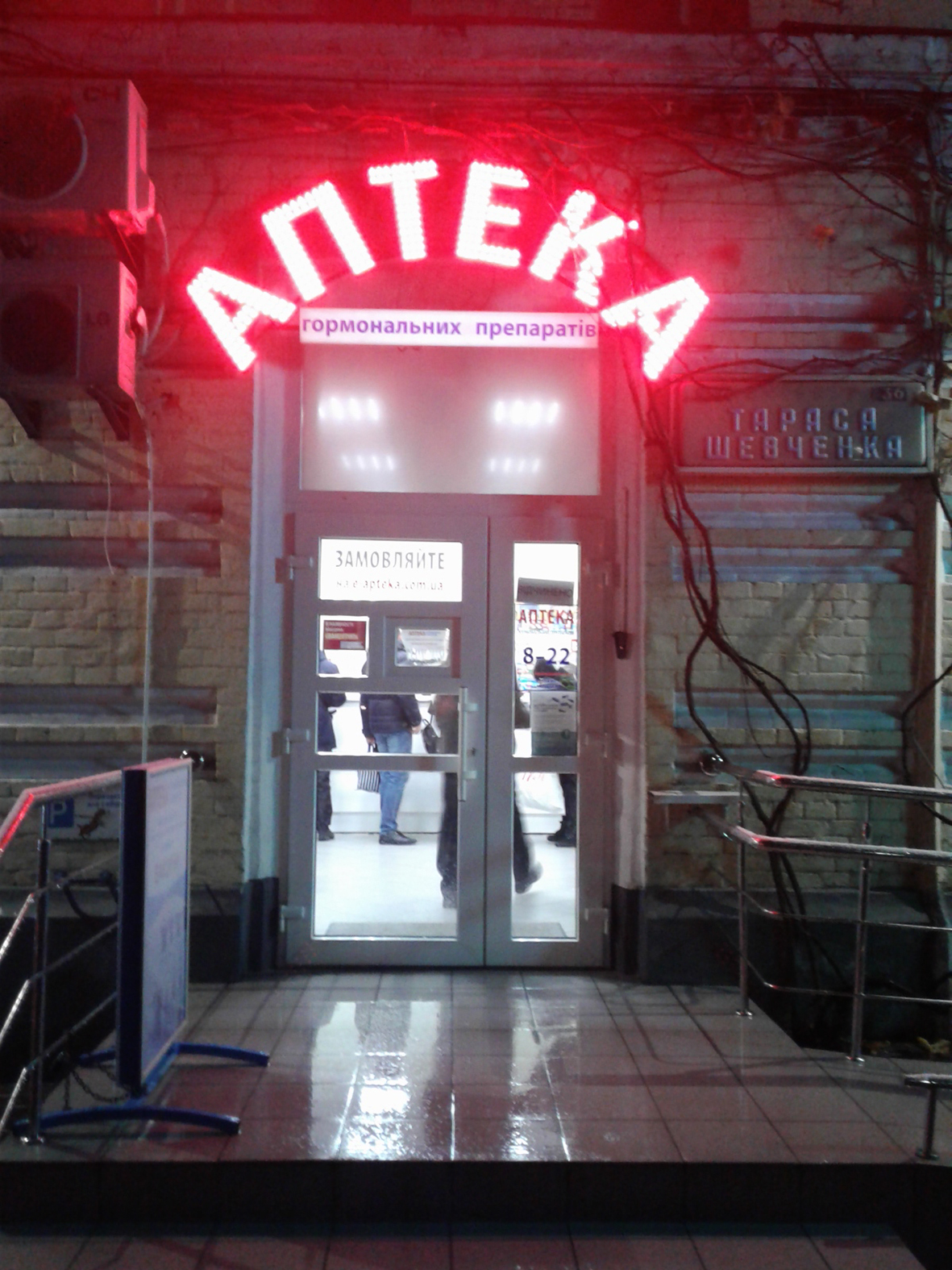
Аптека в доме Фроммета
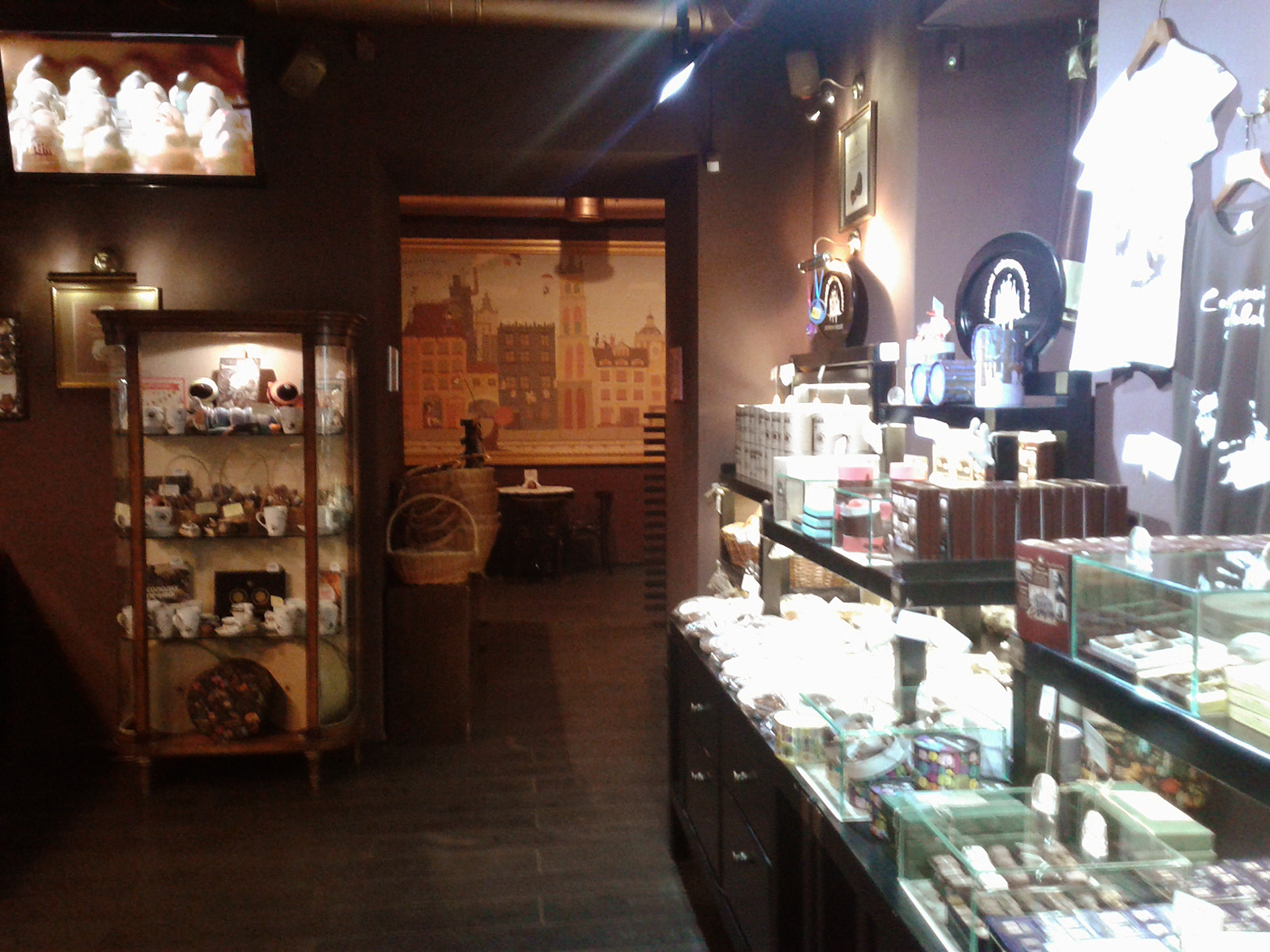
Кофейня в подвальном помещении